# NGC 7783C
NGC 7783C (другие обозначения — PGC 72810, HCG 98C) — галактика в созвездии Рыбы.
Этот объект не входит в число перечисленных в оригинальной редакции «Нового общего каталога» и был добавлен позднее.